# Jean-Pierre Serre

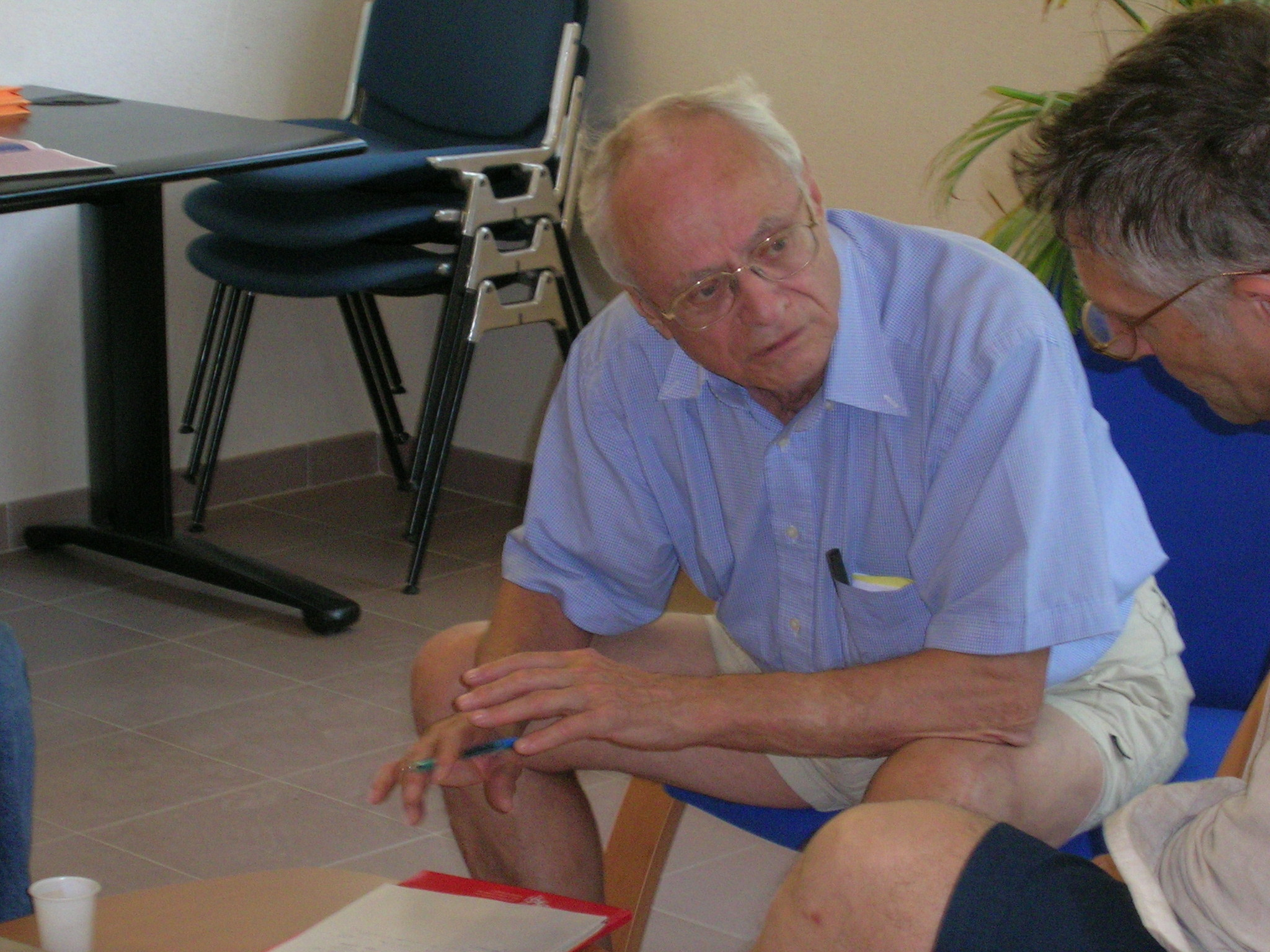
Jean-Pierre Serre.

Jean-Pierre Serre, född 15 september 1926 i Bages, Pyrénées-Orientales, är en fransk matematiker, som speciellt har gjort väsentliga bidrag inom algebraisk topologi, algebraisk geometri och algebraisk talteori. Han tilldelades Fieldspriset 1954. 1980 utsågs han hedersdoktor vid Stockholms universitet. 
Serre är sedan 1981 utländsk ledamot av Kungliga Vetenskapsakademien.
Förutom Fieldspriset har han tilldelats flera andra utmärkelser såsom:
- Prix Gaston Julia (1970)
- Balzanpriset (1985)
- CNRS guldmedalj (1987)
- Steelepriset (1995)
- Wolfpriset (2000)
- Abelpriset (2003)